# Petrus Lithzenius
Petrus Lithzenius, född 23 oktober 1663 i Linköping, död 23 maj 1737 i Söderköping, var en svensk präst i Gryts församling och S:t Laurentii församling.

## Biografi
Petrus Lithzenius föddes 23 oktober 1663 i Linköping. Han var son till kollegan därstädes. Lithzenius blev 1682 student vid Lunds universitet och 1692 filosofie kandidat. Han prästvigdes 8 juni 1692 till adjunkt hos son styvfar i Askeryds församling. Lithzenius blev 7 januari 1695 kyrkoherde i Gryts församling och 14 november 1724 kyrkoherde i S:t Laurentii församling, Söderköping, tillträdde 1725. Han blev samma år kontraktsprost i Hammarkinds kontrakt. Lithzenius avled 23 maj 1737 i Söderköping. Han begravdes i Gryts kyrkas gamla sakristia som sedan kom att bli sockenmagasin. Lithzenius porträtt finns bevarad i Sankt Laurentii kyrkas sakristia.

### Familj
Lithzenius gifte sig första gången Catharina Fontén (död 1700). Hon var dotter till kronobefallningsmannen Peder Jönsson. De fick tillsammans barnen Samuel Lithzenius (1698–1713) och Johan Lithzenius (1700–1701). 
Lithzenius gifte sig andra gången 27 juni 1701 med Emerentia Lysing (1685–1725). Hon var dotter till kyrkoherden Andreas Lysing och Emerentia Rydelius i Kvillinge församling. De fick tillsammans barnen Emerentia Maria Lithzenius (1702–1702), Maria Elisabeth Lithzenius (född 1704) som var gift med tullinspektorn Jöns Skunck på Barösund i Gryts församling, Anders Lithzenius (1705–1705), Emerentia Lithzenius som var gift med kyrkoherden Petrus Löfgren i Gryts församling, kyrkoherden Johan Lithzenius i Lofta församling, Hedvig Lithzenius (1709–1710), Anna Christina Lithzenius som var gift med kyrkoherden Jöns Berzelius i Röks församling, Andreas Lithzenius (1713–1713), Beata Catharina Lithzenius (1716–1717), kyrkoherden Peter Wilhelm Lithzenius (1719–1789) i Vinnerstads församling, Hedvig Lithzenius (1720–1721) och hospitalssysslomannen Anders Lithzenius i Söderköping.